# Sayama
Sayama (japanska: 狭山市  ?, Sayama-shi) är en stad i Saitama prefektur i Japan. Staden fick stadsrättigheter 1954.